# Triumph TR2
Triumph TR2 är en sportbil, tillverkad av den brittiska biltillverkaren Triumph mellan augusti 1953 och oktober 1955.
Triumph visade upp en prototyp till en öppen sportbil på London Motor Show i oktober 1952, i efterhand döpt till TR1. Denna vidareutvecklades till TR2 och började produceras ett år senare.
Bilen hade en tvålitersfyra från Standard Vanguard som gav 90 hk, försedd med dubbla SU-förgasare. Växellådan hade fyra växlar och kunde levereras med överväxel.
Karossen var monterad på en separat ram, med individuell framvagn och stel bakaxel upphängd i längsgående bladfjädrar.
Den stora motorn i den lätta bilen gav imponerande prestanda och en TR2:a vann RAC-rallyt 1954.
Produktionen uppgick till 8 628 exemplar.